# Grassau, Stendal
Grassau là một đô thị thuộc huyện Stendal, bang Sachsen-Anhalt, Đức. Đô thị Grassau, Stendal có diện tích 16,17 km², dân số thời điểm ngày 31 tháng 12 năm 2006 là 288 người.